# Pfarrkirche Ferschnitz

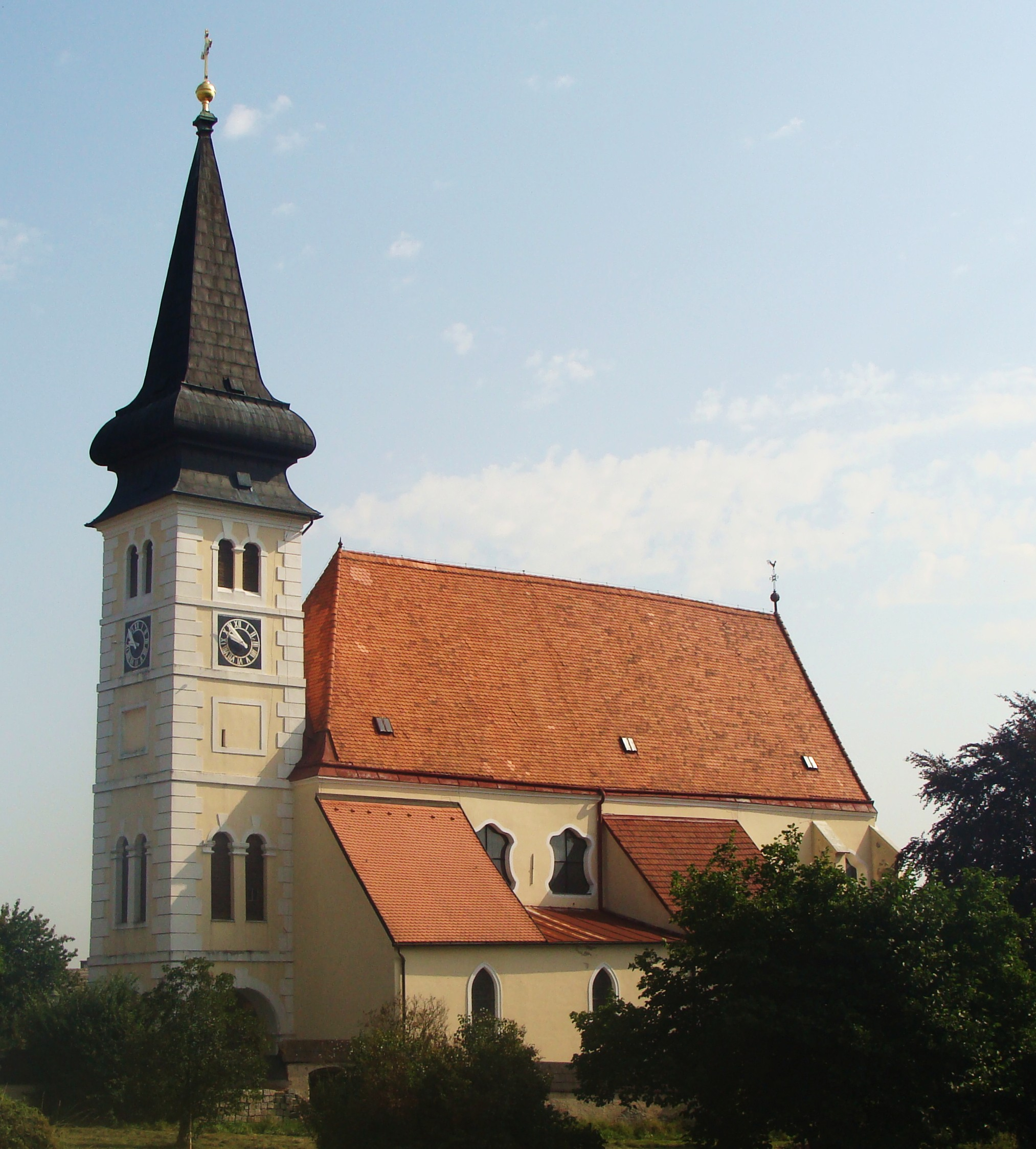
Katholische Pfarrkirche hl. Sixtus II. in Ferschnitz

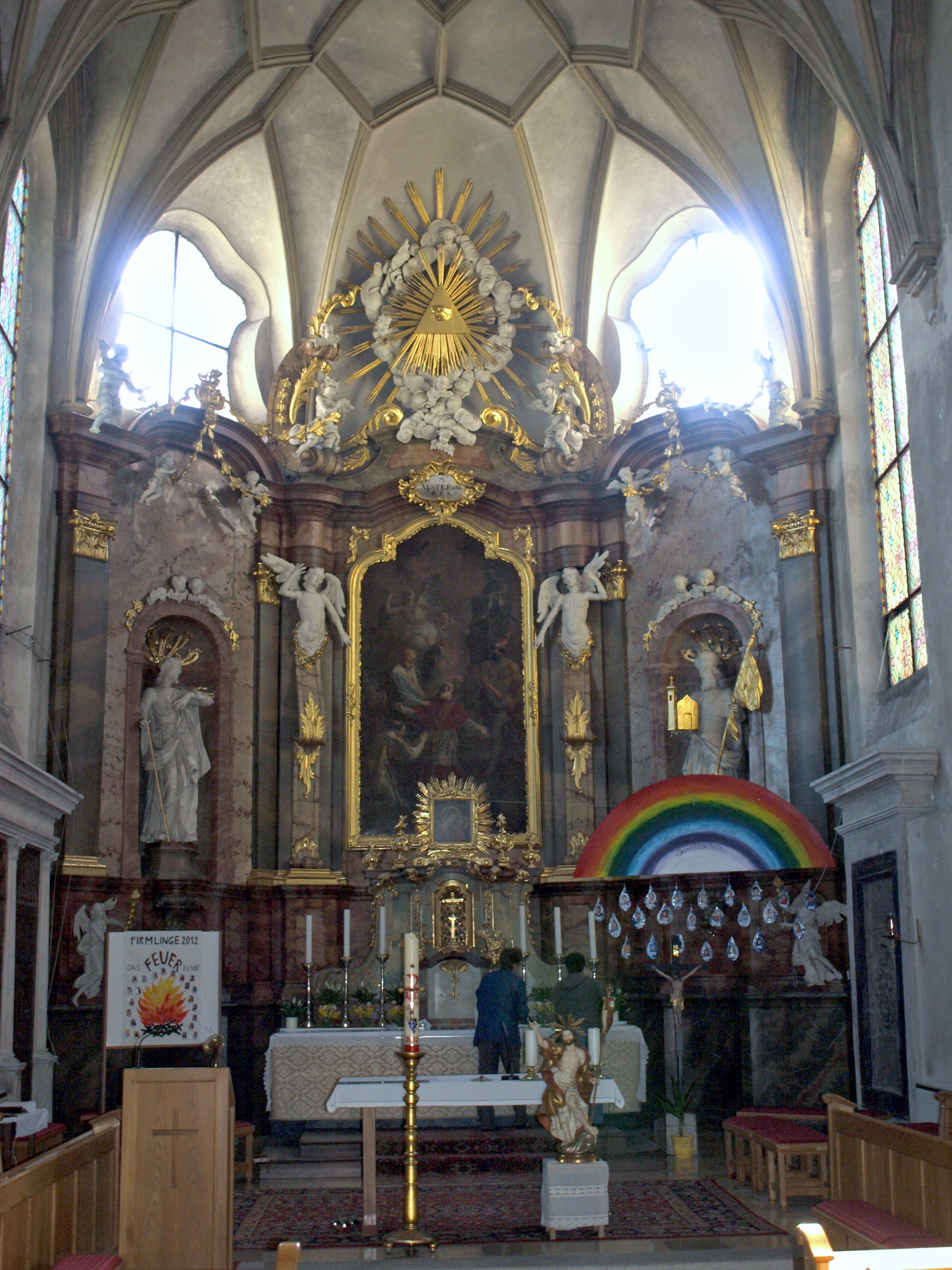
Der Hochaltar im Chorschluss

Die Pfarrkirche Ferschnitz steht erhöht am südlichen Ortsrand in der Marktgemeinde Ferschnitz im Bezirk Amstetten in Niederösterreich. Die dem heiligen Sixtus II. geweihte römisch-katholische Pfarrkirche gehört zum Dekanat Amstetten der Diözese St. Pölten. Die Kirche steht unter Denkmalschutz (Listeneintrag).

## Geschichte
Urkundlich wurde 1334 eine Pfarre genannt, 1352 eine Schenkung derer von Zelking, um 1575 erfolgte ein Neubau des Langhauses unter Reichart Strein von Schwarzenau. Damit ist die Pfarrkirche eine der wenigen erhaltenen ehemaligen protestantischen Patronatskirchen in Niederösterreich. 1965 erfolgte eine Restaurierung.

## Architektur
Die Kirche ist an zwei Seiten von einer Kirchhofmauer umgeben mit einem Giebelportal in der Achse zum Turmportal mit einem Terrakotta-Wappen Georg Erasmus Tschernembl 1615 und rückseitig mit dem Wappen derer von Strein.
Der basilikale Kirchenbau hat ein dreischiffiges Langhaus mit einem vorgestellten massiven Westturm der Spätrenaissance und einen spätgotischen Langchor um 1499.

## Ausstattung
Der Hochaltar mit einem dreiteiligen wandartigen Aufbau mit Hermen-Engel und Polierweiß-Statuen von 1757 bis 1770 von Kaspar Timpf und den Statuen Josef und Leopold von Franz Wittmann zeigt das Altarblatt Enthauptung des heiligen Sixtus von Martin Johann Schmidt 1770.
Die Orgel bauten die Gebrüder Mauracher 1931.